# Bevantolol
Bevantolol (INN) là một thuốc điều trị đau thắt ngực và tăng huyết áp đóng vai trò vừa là thuốc chẹn beta vừa là thuốc chẹn kênh calci. Nó được phát hiện và phát triển bởi Warner-Lambert  nhưng vào tháng 1 năm 1989, công ty tuyên bố đã rút Đơn xin thuốc mới; Chủ tịch công ty cho biết: "Ai cần trình chặn beta thứ 30?"  Tính đến  năm 2016   nó không được bán ở Mỹ, Anh hay châu Âu và các tác giả của bài đánh giá của Cochrane không thể tìm thấy chuyên khảo về sản phẩm nào cho nó.